# Janus Cornarius
Janus Cornarius (1500 – 1558) fou un humanista que destacà per les traduccions del grec al llatí, fent accessibles als seus contemporanis obres científiques i literàries clàssiques. Sovint acompanyà les seves traduccions de comentaris sobre el sentit per fer-les més entenedores, en la tradició de la crítica filològica. Molts dels seus llibres acabaren a l'Index Librorum Prohibitorum per ser declarades culpables de promoure idees anticatòliques, donada la seva amistat personal amb Erasme de Rotterdam, en aquell temps sota sospita.